# أنطونيو إينوكي
أنطونيو إينوكي (باليابانية: アントニオ 猪木) (مواليد 20 فبراير 1943 في يوكوهاما، اليابان) هو مصارع محترف سابق وسياسي ياباني. أعلن في عام 2012 أنه قد اعتنق الإسلام وذلك في عام 1990 واسمه كمسلم هو محمد حسين. بدأ مسيرته كمصارع في 30 سبتمبر 1960 إلى أن اعتزل في 4 أبريل 1998.

## السيرة الذاتية
ولد إينوكي في عائلة ثرية في يوكوهاما في عام 1943. وكان ترتيبه السادس بين إخوته الذكور وهم سبعة بالإضافة إلى أربع فتيات. والده رجل أعمال وسياسي، مات عندما كان إينوكي في الخامسة من عمره. تعلم إينوكي الكاراتيه عن طريق أخيه الأكبر بينما كان في الصف السادس.
في 26 جوان 1976 تقابل إينوكي مع بطل العالم في الملاكمة محمد علي كلاي في طوكيو، في نزال يمثل رياضتين مختلفتين، والكثير اعتبروا هذا النزال غير عادل لأن إينوكي لم يكن واقفا على قدميه غالبا، فقد ركز إينوكي على ساقي محمد علي كاستراتيجية منه للفوز، وقد تسبب ذلك في أضرارا جسيمة ودائمة بساقي محمد علي، وفي ختام المباراة اعتبر النزال تعادلا بعد الجولة 15.
اعتنق إينوكي الإسلام الشيعي في عام 1990 أثناء الحج إلى كربلاء، في العراق. كان في العراق للتفاوض من أجل إطلاق سراح العديد من الرهائن اليابانيين. أثناء تواجده في العراق.، تسمى بأسم إسلامي وهو محمد حسين إينوكي، لكنه وصف نفسه فيما بعد بأنه مسلم وبوذي. في عام 2014، قال إينوكي إنه كان «بوذيًا في الغالب».

## روابط خارجية
- أنطونيو إينوكي على موقع IMDb (الإنجليزية)
- أنطونيو إينوكي على موقع ميتاكريتيك (الإنجليزية)
- أنطونيو إينوكي على موقع ألو سيني (الفرنسية)
- أنطونيو إينوكي على موقع ميوزك برينز (الإنجليزية)
- أنطونيو إينوكي على موقع تيرنر كلاسيك موفيز (الإنجليزية)
- أنطونيو إينوكي على موقع قاعدة بيانات الفيلم (الإنجليزية)
- أنطونيو إينوكي على موقع ليتربوكسد (الإنجليزية)
- أنطونيو إينوكي على موقع كينوبويسك (الروسية)
- أنطونيو إينوكي على موقع ANN person (الإنجليزية)
- أنطونيو إينوكي على موقع دبليو دبليو إي (الإنجليزية)
- أنطونيو إينوكي على موقع WrestlingData.com (الإنجليزية)
- أنطونيو إينوكي على موقع CageMatch worker (الإنجليزية)
- أنطونيو إينوكي على موقع قاعدة بيانات المصارعة على الإنترنت (الإنجليزية)
- أنطونيو إينوكي على موقع عالم المصارعة على الإنترنت (الإنجليزية)
- أنطونيو إينوكي على موقع عالم المصارعة على الإنترنت (الإنجليزية)